# Mistrzostwa Świata w Tenisie Stołowym 1929
3. Mistrzostwa świata w tenisie stołowym odbyły się w dniach 14–21 stycznia 1929 roku w Budapeszcie. Zawody zostały zdominowane przez reprezentantów Węgier, którzy zwyciężyli w większości konkurencji.

## Końcowa klasyfikacja medalowa
| Miejsce | Państwo | Złoto | Srebro | Brąz | Razem |
| ------- | ------- | ----- | ------ | ---- | ----- |
| 1       | Węgry   | 4     | 3      | 7    | 14    |
| 2       | Anglia  | 1     | 0      | 3    | 4     |
| 3       | Niemcy  | 1     | 0      | 0    | 1     |
| 4       | Austria | 0     | 3      | 1    | 4     |

## Medaliści
| Konkurencja:               | Złoto:                       | Srebro:                          | Brąz:                                                               |
| gra pojedyncza kobiet      | Mária Mednyánszky            | Gertrude Wildham                 | Anna Sipos Magda Gal                                                |
| gra pojedyncza mężczyzn    | Fred Perry                   | Miklós Szabados                  | Adrian Haydon Zoltán Mechlovits                                     |
| gra podwójna kobiet        | Erika Metzger Mona Rüster    | Fanchette Flamm Gertrude Wildham | Mária Mednyánszky Anna Sipos                                        |
| gra podwójna mężczyzn      | Viktor Barna Miklós Szabados | Laszlo Bellak Sándor Glancz      | Gyorgy Szegedi Istvan Reti Charles Bull Fred Perry                  |
| gra mieszana               | István Kelen Anna Sipos      | Laszlo Bellak Magda Gal          | Alfred Liebster Gertrude Wildam Zoltán Mechlovits Mária Mednyánszky |
| konkurs drużynowy mężczyzn | Węgry                        | Austria                          | Anglia                                                              |